# 奥达伦

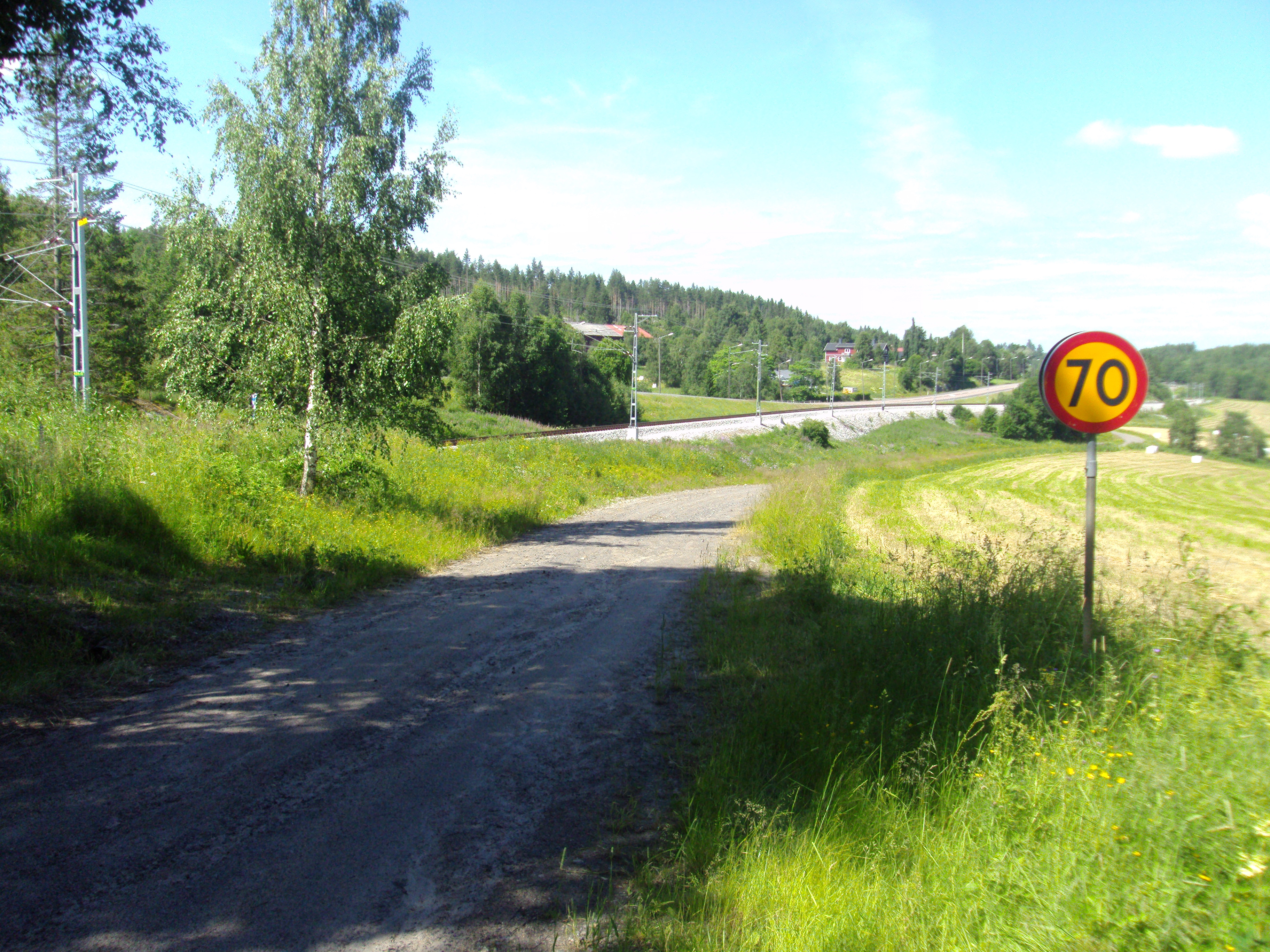
奥达伦

奥达伦是瑞典翁厄曼蘭的一個地區，位於永瑟勒和博滕海海岸之間。在19世纪工业化之前，奥达伦是一个与世隔绝、人口稀少的地區，由于海湾和山脉众多，當時當地与外界交通不便。